# Unión de Santa Fe
Der Club Atlético Unión (besser bekannt als Unión de Santa Fe) ist ein argentinischer Fußballverein in Santa Fe. Der 1907 gegründete Klub spielt in der Saison 2024 in der Primera División.

## Geschichte

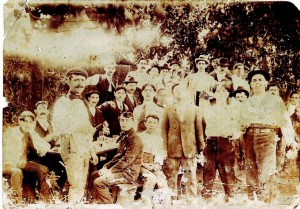
Die Gründer des Club Atlético Unión

Der Club Atlético Unión de Santa Fe wurde 1907 von 14 ehemaligen Mitgliedern des Santa Fe Foot-ball Club gegründet, welcher zuvor aufgelöst worden war. Ursprünglich trug der Verein den englischen Beinamen United, welcher jedoch rasch verworfen wurde. Die Namen der Gründungsmitglieder waren: Federico Achembach, Antonio Baragiola, Primo Billordo, Cayetano Bossi, Nestor A. Casabianca, José Cepeda, Guillermo Drenner, Enrique Fayó, José Fayó, Pedro Gibella, Secundino Noceda, Belisario Osuna, Guillermo Scartascini und José Trentini.
Belisario Osuna erzielte 1907 in einem Spiel gegen den Lokalrivalen Rosario Central das erste Tor für Unión überhaupt. Nachdem Santa Fe in den ersten sechs Jahren ausschließlich auf lokaler Ebene aktiv gewesen war, spielte es ab 1913 in der Liga Rosarina de Football, in der es zu den stärksten Mannschaften gehörte. Im Jahr 1931 wurde die Liga Santafesina de Fútbol gegründet, die anschließend deutlich von Unión dominiert wurde. Zwischen 1931 und 1940 gewann das Team sieben der zehn Meistertitel des neuen Wettbewerbs. Nachdem der Club bis dahin sein Augenmerk hauptsächlich auf den Fußballsport gerichtet hatte, entschlossen sich die Verantwortlichen 1932 zur Einführung einer Basketballabteilung.
In den 1950er Jahren wurde Unión zu einer sozialen und sportlichen Institution in der Stadt Santa Fe und eine der wichtigsten im Landesinneren, so dass der Verein 1955 insgesamt 25.000 Mitglieder aufwies, während zu diesem Zeitpunkt in Santa Fe nur 250.000 Menschen lebten. Zur Saison 1966 stieg Unión als Zweitligameister erstmals in die Primera División auf, in der sie den sofortigen Abstieg jedoch nicht vermeiden konnten. Mit dem zweiten Aufstieg innerhalb von drei Jahren kehrte Santa Fe mit einem 3:0-Erfolg am letzten Spieltag der Saison 1968 über CA Nueva Chicago in die Primera División zurück. Zwar gelang es der Mannschaft in der Saison 1969 den Klassenerhalt sicherzustellen, jedoch folgte bereits 1970 der erneute Abstieg.
Anschließend wurde Unión de Santa Fe eine sogenannte "Fahrstuhlmannschaft" und pendelte mehrfach zwischen der ersten und zweiten argentinischen Spielklasse. Der größte Erfolg in ihrer Vereinsgeschichte war das Erreichen des zweiten Platzes in der National in der Saison 1979. Dem Meister River Plate musste man sich nur aufgrund der Auswärtstorregel geschlagen geben. Bereits ein Jahr zuvor machte der Club auf sich aufmerksam, nachdem er aufgrund von 25 Spielen ohne Niederlage in Folge beste argentinische Mannschaft des Jahres gewesen war, jedoch sowohl die National als auch die Metropolitano "nur" auf dem dritten Platz abgeschlossen hatte.
Zum bislang letzten Mal stieg Unión de Santa Fe 2003 in die Nacional B ab. Wegen finanzieller und sportlicher Schwierigkeiten stand man 2004 unmittelbar vor dem Abstieg in die Drittklassigkeit, konnte sich in den Spielen um den Klassenerhalt jedoch souverän gegen den Club Tristán Suárez durchsetzen. In der Saison 2008 scheiterte Unión de Santa Fe nach dem dritten Platz in der Saison erst in den Aufstiegs-Playoffs an Gimnasia y Esgrima de Jujuy. Auf ein 1:1-Unentschieden im eigenen Stadion, folgte die knappe 0:1-Niederlage in San Salvador de Jujuy. 2011 gelang durch einen zweiten Platz der Aufstieg in die Primera División.

## Clásico Santafesino
Eine besondere Rivalität pflegen die Fangruppen von Unión de Santa Fe und der des zwei Jahre zuvor (1905) gegründeten Stadtrivalen CA Colón. Die Derbys zwischen beiden Mannschaften werden oft von Ausschreitungen überschattet, so dass bereits vier Derbys vorzeitig abgebrochen wurden. Bis heute wurden 105 Derbys gespielt: 37 gewann Unión, in 37 Spielen Unentschieden, und 31 gewann Colón.

## Stadion
Unión de Santa Fe spielt im Estadio 15 de Abril, Santa Fe, welches am 29. April 1929 eröffnet wurde und über eine Kapazität von 27.000 Zuschauern verfügt. Es liegt an der Einmündung der López y Planes-Straße in den Pellegrini-Boulevard.

## Erfolge

### National
- Meister Segunda División de Argentina (1): 1966
- Argentinischer Vizemeister (1): 1979
- Aufstieg in die Primera División (7): 1966, 1968, 1974, 1989, 1996, 2011 und 2014

### Lokal
- Liga Santafesina de Foot-Ball (4): 1915, 1917, 1919, 1920
- Federación Santafesina de Foot-Ball (3): 1924, 1926, 1928
- Liga Santafesina de Fútbol (27): 1932, 1934, 1935, 1936, 1938, 1939, 1940, 1942, 1953, 1954, 1955, 1956, 1959, 1961, 1962, 1963, 1964, 1965, 1966, 1967, 1971, 1974, 1979, 1994, A-2000, A-2003, A-2010.

## Vereinsrekorde
- Spielzeiten in der Primera: 33
- Beste Position in der Primera: 2. Platz (Nacional 1979)
- Bester Torjäger: Fernando Husef Alí – 89 Tore
- Rekordspieler: Pablo de las Mercedes Cárdenas – 362 Spiele
- Höchster Sieg: Unión – Racing Club 7:1 (1975)
- Höchste Niederlage: River Plate – Unión 6:0 (1970, 2002)